# Zimtracke
Die Zimtracke oder der Zimtroller (Eurystomus glaucurus) ist ein in der Afrotropis lebender Vogel aus der Familie der Racken.

## Merkmale
Die Zimtracke ist etwa 29–30 Zentimeter groß.
Die Oberseite und Unterseite des Rumpfes und der Kopf sind rost- bis kastanienfarben, die Brust ist violett angehaucht. Die kleinen und großen Decken der Handschwingen sind dunkelblau. Der Schwanz ist auf der Unterseite hellblau und an der Spitze dunkel. Die Unterschwanzdecken sind ebenfalls hellblau. Der gelbe Schnabel ist kurz und kräftig. Die Beine sind grau, die Iris ist dunkel.

## Verwechslungsmöglichkeiten
Das Verbreitungsgebiet von Blaukehlroller und Zimtroller überschneiden sich in der Zentral- und westafrikanischen Regenwaldzone. Der Blaukehlroller ist kleiner und hat einen kleinen blauen Fleck an der Kehle. Die Oberseite, die Brust und der Bauch sind ebenfalls rostfarben. Die Unterseite ist schwärzlich.

## Vorkommen
Die Zimtracke kommt auf Madagaskar, westlich vom Senegal bis in den östlichen Sudan, im Süden Angolas und im nördlichen Südafrika vor.

## Lebensraum
Die Zimtracke lebt auf großen Lichtungen und an Flussufern in der Regenwaldzone, in Savannenwald, Farmland mit verstreutem Baumbestand, auf bewaldeten Hügeln und grasbewachsenen Ebenen mit einigen Baumgruppen. Er benötigt große Bäume und lebt hauptsächlich in der Nähe von Wasser.

## Unterarten
Es sind vier Unterarten bekannt:
- E. g. afer 	(Latham, 1790) – ist vom Senegal über Nigeria bis in den Sudan verbreitet. Der Rücken ist braun, die Flanken sind schwach grünlich-blau.
- E. g. aethiopicus Neumann, 1905 – sein Verbreitungsgebiet überschneidet sich im Sudan mit E. g. afer und in Uganda und Kenia mit E. g. suahelicus, er kommt außerdem in Äthiopien vor. Sein Aussehen ähnelt E. g. afer, jedoch ist er etwas größer und die rost- und violettfarbenen Körperteile sind heller.
- E. g. suahelicus Neumann, 1905– sein Verbreitungsgebiet überschneidet sich mit E. g. afer und E. g. aethiopicus zwischen 5° Nord und dem Äquator, es erstreckt sich außerdem bis Angola, Transvaal und Zululand. Die rost- und violettfarbenen Körperteile sind heller als bei E. g. aethiopicus. Der Kopf ist stark verwaschen violett getönt, die Unterseite ist einheitlich blau. Er ist etwas größer als E. g. afer.
- E. g. glaucurus Statius Müller, 1776– er kommt auf Madagaskar vor und überwintert in Ostafrika. Er ähnelt E. g. suahelicus, hat jedoch eine dunkel graublaue Unterseite und ist größer.